# Scherma ai II Giochi del Mediterraneo
Le gare di scherma dei II Giochi del Mediterraneo ("Fencing at the 1955 Mediterranean Games") si sono svolte nel 1955 a Barcellona n Spagna.
Le competizioni si sono svolte in ambito maschile, mettendo in palio un totale di 6 ori, 6 argenti e 7 bronzi nelle seguenti specialità:
- Fioretto
- Sciabola
- Spada

## Podi

### Uomini
| Evento               | Oro                                                                                   | Argento                                                                                           | Bronzo |
| Spada                |                                                                                       |                                                                                                   | |
| Spada individuale    | Carlo Pavesi                                                                          | Giuseppe Delfino                                                                                  | Giorgio Anglesio                                                                                            |
| Spada a squadre      | Francia                                                                               | Italia Giorgio Anglesio Giuseppe Delfino Vittorio Lucarelli Edoardo Mangiarotti Carlo Pavesi      | Egitto |
| Fioretto             |                                                                                       |                                                                                                   | |
| Fioretto individuale | Christian d'Oriola                                                                    | Edoardo Mangiarotti                                                                               | Vittorio Lucarelli                                                                                          |
| Fioretto a squadre   | Francia Christian d'Oriola                                                            | Italia Elio D'Assunta Vittorio Lucarelli Edoardo Mangiarotti Alessandro Mirandoli Giorgio Pellini | Egitto |
| Sciabola             |                                                                                       |                                                                                                   | |
| Sciabola individuale | Jacques Lefèvre                                                                       | Roberto Ferrari                                                                                   | Gastone Darè                                                                                                |
| Sciabola a squadre   | Italia Wladimiro Calarese Giuseppe Comini Gastone Darè Roberto Ferrari Paolo Narduzzi | Francia Jacques Edmond Emile Lefevre Jean Georges Levavasseur Marcel Parent Jacques Roulot        | Egitto Mohamed Fathallah Abdel Rahman Gamil Abdel-Motie Hassan Rashad Mahmoud Khattab Younes Moustafa Zayan |

## Medagliere
| Posizione | Paese   |   |   |   | Totale |
| --------- | ------- | - | - | - | ------ |
| 1         | Francia | 4 | 1 | 0 | 5      |
| 2         | Italia  | 2 | 5 | 3 | 10     |
| 3         | Egitto  | 0 | 0 | 3 | 3      |
| Totale    | Totale  | 6 | 6 | 6 | 18     |